# HBE T 4
Der Triebwagen HBE T 4 war ein Triebwagen der Halberstadt-Blankenburger Eisenbahn (HBE).
Er wurde für den Betrieb auf dem Netz der Gesellschaft als vierter und letzter Triebwagen beschafft. Zum Zeitpunkt seiner Indienststellung wurden die Triebwageneinsätze bei der Gesellschaft deutlich reduziert. Er wurde nach 1949 von der Deutschen Reichsbahn als VT 135 543 übernommen und war der einzige Triebwagen der Gesellschaft, der mit 186 031-1 eine EDV-Bezeichnung erhielt. Das Fahrzeug war bis 1969 im aktiven Einsatz und wurde 1971 ausgemustert. Es ist heute nicht mehr vorhanden.

## Geschichte
Da sich die bisherigen Triebwagen der HBE bewährt hatten, wurde bei der Waggonfabrik Wismar noch ein viertes Fahrzeug bestellt. Dieser hatte wie die beiden ersten eine dieselmechanische Kraftübertragung mit dem Mylius-Getriebe, jedoch waren beide Achsen angetrieben. Am 19. Oktober 1940 wurde der Triebwagen in Dienst gestellt. Mit ihm lieferte die Waggonfabrik Wismar einen Steuerwagen. Der Triebwagen ging erst zu einer Zeit in Betrieb, als flüssiger Kraftstoff in Folge des Zweiten Weltkriegs für den zivilen Bereich kontingentiert wurde.
So war der Triebwagen bis 1945 nur wenig eingesetzt. Erst nach dem Zweiten Weltkrieg wurde er zusammen mit dem HBE T 2 für den Reiseverkehr um Halberstadt verwendet. Der Triebwagen war ab dem 1. Januar 1950 ständig im Bahnhof Blankenburg eingesetzt. Der T 4 war der einzige Triebwagen der Gesellschaft, der eine EDV-Bezeichnung bekam (186 031-1). In der Literatur gibt es verschiedene Daten der Abstellung und Ausmusterung; eine Quelle sagt die Abstellung 1969 und die Ausmusterung 1971, die andere nennt die Ausmusterung für das Jahr 1969.

## Konstruktive Merkmale
Über die technische Beschreibung des Triebwagens ist in der Literatur wenig zu finden. Er war gegenüber dem T 2 nur geringfügig länger ausgeführt (300 mm). Bei etwa gleicher Sitzplatzzahl ist die Ladefläche beim T 4 etwa dreimal so groß wie beim T 2 (6 m2 gegenüber 2 m2).
Die Antriebsanlage war mit einem Achtzylinder-Viertakt-Dieselmotor Deutz A 8 M 517 rund 40 PS stärker als beim T 2 ausgeführt. Der Motor bezog die Mehrleistung aus zwei zusätzlichen Zylindern und den größeren Zylinderabmessungen. Die zwei angetriebenen Achsen brachten dem T 4 die Masse von 19 Tonnen, sieben Tonnen mehr als beim T 2.